# Ćatići
Ćatići es un pueblo de la municipalidad de Banovići, en el cantón de Tuzla, Bosnia y Herzegovina.

## Superficie
Posee una superficie de 6,07 kilómetros cuadrados.

## Demografía
Hasta 2013 la población era de 272 habitantes, con una densidad de población de 44,8 habitantes por kilómetro cuadrado.